# Bob Seger
Robert Clark "Bob" Seger (Dearborn, Michigan, 6 mei 1945) is een Amerikaanse rockzanger en songwriter. In 2004 is hij opgenomen in de Rock and Roll Hall of Fame.
Hij is actief in de muziekwereld sinds 1961. Seger werd onder andere beïnvloed door James Brown, Little Richard en Elvis Presley, vanwege hun schreeuwende stemmen.
Seger speelde vanaf 1975/1976 vrijwel altijd met The Silver Bullet Band als begeleidingsband. Hij produceerde achttien albums, waarvan twee live-edities. Daarnaast bracht hij twee compilatiealbums uit in 1994 en 2003. Zijn bestverkochte studioalbum is Against The Wind, dat op nummer één kwam in de Billboard Album Top 200 en werd beloond met twee Grammy's. Aan de single Fire Lake van dat album werkten Glenn Frey, Don Henley en Timothy Schmit van Eagles mee. Andere bekende nummers van Seger zijn Still the Same, Mainstreet, Night Moves, We've Got Tonight en Old Time Rock And Roll.
Seger heeft zevenmaal de top tien van de Billboard Hot 100 bereikt, waarvan eenmaal de nummer één-positie met de single Shakedown, die in 1987 ook nummer één was in Canada.

## Biografie
Seger werd geboren in het Henry Ford ziekenhuis in Dearborn. Hij woonde daar met zijn familie tot zijn zesde levensjaar. Van zijn zesde tot zijn tiende leefde het gezin in Ann Arbor (Michigan), alvorens Bobs vader zou verhuizen naar Californië.

## Carrière

### The Bob Seger System en solocarrière
In 1968 tekende Seger een contract bij Capitol Records en vormde The Bob Seger System. Het moest een protopunkband worden. Hun eerste single was "2+2=?", een boodschap tegen de oorlog. Het lied werd een regionale hit in Detroit, maar bleef onopgemerkt voor de rest van de wereld. Hun tweede single werd Ramblin' Gamblin' Man, wat opnieuw een regionale hit werd, maar ditmaal ook de eerste single van Seger die de hitlijsten binnenkwam, met als hoogste plaats 17. Door het succes kon een (gelijknamig) album worden uitgebracht in 1969. Dit album bestormde de Amerikaanse albumlijst met plaats 62 als hoogste notering. Hun tweede album bereikte de hitlijst niet en Seger besloot te stoppen en te gaan studeren. Seger keerde in 1970 eenmaal terug met The Bob Seger System met hun laatste album Mongrel. In 1971 bracht Seger zijn eerste soloalbum uit, het akoestische Brand New Morning in verband met zijn contract bij Capitol Records. Seger bleef tot 1975 solo actief, maar kwam met zijn singles niet hoger in Amerika dan plaats 43, een van de vier singles die in de Billboard Hot 100 kwam. Hiernaast bracht hij vijf singles uit die de betreffende hitlijst niet bereikten. Seger bracht ieder jaar een album uit, wat het aantal albums uit zijn solocarrière op vijf bracht.

### The Silver Bullet Band
Met The Silver Bullet Band, die is opgericht in 1974, kende Seger zijn grootste successen. De band bestond aanvankelijk uit:
- Drew Abbott (gitarist)
- Charlie Allen Martin (drummer en tweede stem)
- Rick Mannassa (toetsenist)
- Chris Campbell (basgitarist)
- Alto Reed (saxofonist)

Na twee goedverkochte albums in 1975 en 1976, volgde Segers landelijke doorbraak pas in 1976 met zijn derde album in samenwerking met The Silver Bullet Band, Night Moves genaamd. De gelijknamige single reikte tot de vierde plek in de Amerikaanse hitlijst, en daarnaast reikte een andere single tot de 24e plaats, Mainstreet genaamd. Door het succes van deze singles kwam het album Night Moves in de top tien van de Amerikaanse albumlijst en werden zijn twee eerdere albums uit 1975 en 1976 ook goed verkocht. In 1978 nam hij het album Stranger In Town op, met Still the Same (nr.4 in de Verenigde Staten), We've Got Tonight (origineel geschreven als 'We've got tonite) (nr.13 in de Verenigde Staten) en Old Time Rock And Roll, hoewel die indertijd minder geliefd was bij de fans. We've Got Tonight werd later regelmatig gecoverd, door onder andere Kenny Rogers met Sheena Easton en Ronan Keating.

## Discografie

### Albums
| Album met eventuele hitnotering(en) in de Nederlandse Album Top 100 | Datum van verschijnen | Datum van binnenkomst | Hoogste positie | Aantal weken | Opmerkingen                                            |
| ------------------------------------------------------------------- | --------------------- | --------------------- | --------------- | ------------ | ------------------------------------------------------ |
| Ramblin' Gamblin' Man'                                              | 04-1969               | -                     | -               | -            | als The Bob Seger System                               |
| Noah                                                                | 09-1969               | -                     | -               | -            | als The Bob Seger System                               |
| Mongrel                                                             | 08-1970               | -                     | -               | -            | als The Bob Seger System                               |
| Brand New Morning                                                   | 10-1971               | -                     | -               | -            |                                                        |
| Smokin' O.P.'s                                                      | 08-1972               | -                     | -               | -            |                                                        |
| Back in '72                                                         | 01-1973               | -                     | -               | -            |                                                        |
| Seven                                                               | 03-1974               | -                     | -               | -            |                                                        |
| Beautiful Loser                                                     | 04-1975               | -                     | -               | -            |                                                        |
| Live Bullet                                                         | 12-04-1976            | -                     | -               | -            | als Bob Seger & The Silver Bullet Band / Livealbum     |
| Night Moves                                                         | 22-10-1976            | -                     | -               | -            | als Bob Seger & The Silver Bullet Band                 |
| Stranger in Town                                                    | 15-05-1978            | -                     | -               | -            | als Bob Seger & The Silver Bullet Band                 |
| Against the Wind                                                    | 27-02-1980            | 15-03-1980            | 12              | 12           | als Bob Seger & The Silver Bullet Band                 |
| Nine Tonight                                                        | 01-09-1981            | -                     | -               | -            | als Bob Seger & The Silver Bullet Band / Livealbum     |
| The distance                                                        | 13-12-1982            | 08-01-1983            | 22              | 10           | als Bob Seger & The Silver Bullet Band                 |
| Like a Rock                                                         | 28-03-1986            | 19-04-1986            | 34              | 8            | als Bob Seger & The Silver Bullet Band                 |
| The Fire Inside                                                     | 27-08-1991            | 14-09-1991            | 66              | 4            | als Bob Seger & The Silver Bullet Band                 |
| Greatest Hits                                                       | 14-10-1994            | -                     | -               | -            | als Bob Seger & The Silver Bullet Band / Verzamelalbum |
| It's a Mystery                                                      | 24-10-1995            | -                     | -               | -            | als Bob Seger & The Silver Bullet Band                 |
| Greatest Hits 2                                                     | 04-11-2003            | -                     | -               | -            | als Bob Seger & The Silver Bullet Band / Verzamelalbum |
| Face the Promise                                                    | 12-09-2006            | -                     | -               | -            | als Bob Seger & The Silver Bullet Band                 |
| Early Seger Vol. 1                                                  | 24-11-2009            | -                     | -               | -            | Verzamelalbum                                          |
| Ultimate Hits - Rock and Roll Never Forgets                         | 17-02-2012            | 17-03-2012            | 88              | 1            | als Bob Seger & The Silver Bullet Band / Verzamelalbum |
| Live Boston 1977                                                    | 28-06-2013            | -                     | -               | -            | Livealbum                                              |
| Get Out of Denver - 1974 Live Radio Broadcast                       | 23-08-2013            | -                     | -               | -            | als Bob Seger & The Silver Bullet Band / Livealbum     |
| Ride Out                                                            | 14-10-2014            | -                     | -               | -            |                                                        |
| Old Time Rock & Roll Again - Live in Concert                        | 22-04-2016            | -                     | -               | -            | als Bob Seger & The Silver Bullet Band / Livealbum     |
| American Storm Tour                                                 | 28-10-2016            | -                     | -               | -            | als Bob Seger & The Silver Bullet Band / Livealbum     |
| I Knew You When                                                     | 24-11-2017            | -                     | -               | -            |                                                        |
| Live in Boston 1977                                                 | 20-04-2018            | -                     | -               | -            | als Bob Seger & The Silver Bullet Band / Livealbum     |

| Album met hitnotering(en) in de Vlaamse Ultratop 200 albums | Datum van verschijnen | Datum van binnenkomst | Hoogste positie | Aantal weken | Opmerkingen                                            |
| ----------------------------------------------------------- | --------------------- | --------------------- | --------------- | ------------ | ------------------------------------------------------ |
| Ultimate Hits - Rock and Roll Never Forgets                 | 2012                  | 17-03-2012            | 70              | 3            | als Bob Seger & The Silver Bullet Band / Verzamelalbum |

### Singles
| Single met eventuele hitnotering(en) in de Nederlandse Top 40 | Datum van verschijnen | Datum van binnenkomst | Hoogste positie | Aantal weken | Opmerkingen                                                                        |
| ------------------------------------------------------------- | --------------------- | --------------------- | --------------- | ------------ | ---------------------------------------------------------------------------------- |
| Mainstreet                                                    | 18-04-1977            | 23-07-1977            | tip16           | -            | als Bob Seger & The Silver Bullet Band                                             |
| Still the same                                                | 04-1978               | 08-07-1978            | 13              | 8            | als Bob Seger & The Silver Bullet Band / Nr. 27 in de Single Top 100 / Alarmschijf |
| Hollywood nights                                              | 1978                  | 21-10-1978            | tip23           | -            | als Bob Seger & The Silver Bullet Band                                             |
| Fire lake                                                     | 01-1980               | 22-03-1980            | 26              | 5            | als Bob Seger & The Silver Bullet Band / Nr. 43 in de Single Top 100               |
| Against the wind                                              | 04-1980               | 29-11-1980            | tip6            | -            | als Bob Seger & The Silver Bullet Band                                             |
| American storm                                                | 03-1986               | 12-04-1986            | tip11           | -            | als Bob Seger & The Silver Bullet Band / Nr. 50 in de Single Top 100               |
| Landing in London                                             | 08-06-2005            | -                     |                 |              | met 3 Doors Down / Nr. 56 in de Single Top 100                                     |

| Single met hitnotering(en) in de Vlaamse Ultratop 50 | Datum van verschijnen | Datum van binnenkomst | Hoogste positie | Aantal weken | Opmerkingen                                                          |
| ---------------------------------------------------- | --------------------- | --------------------- | --------------- | ------------ | -------------------------------------------------------------------- |
| Still the same                                       | 1978                  | -                     |                 |              | als Bob Seger & The Silver Bullet Band / Nr. 22 in de Radio 2 Top 30 |
| Fire lake                                            | 1980                  | -                     |                 |              | als Bob Seger & The Silver Bullet Band / Nr. 21 in de Radio 2 Top 30 |
| Against the wind                                     | 1980                  | -                     |                 |              | als Bob Seger & The Silver Bullet Band / Nr. 30 in de Radio 2 Top 30 |

### NPO Radio 2 Top 2000
| Nummers met noteringen in de NPO Radio 2 Top 2000 | '99  | '00 | '01 | '02 | '03  | '04  | '05  | '06  | '07  | '08  | '09  | '10  | '11  | '12  | '13  | '14  | '15  | '16  | '17  |
| ------------------------------------------------- | ---- | --- | --- | --- | ---- | ---- | ---- | ---- | ---- | ---- | ---- | ---- | ---- | ---- | ---- | ---- | ---- | ---- | ---- |
| Against the Wind                                  | 881  | 715 | 483 | 477 | 543  | 664  | 581  | 650  | 283  | 482  | 798  | 782  | 846  | 962  | 1125 | 1401 | 1582 | 1685 | 1971 |
| Mainstreet                                        | 874  | -   | 446 | 525 | 801  | 904  | 850  | 972  | 861  | 834  | 1043 | 1009 | 1110 | 1456 | 1611 | 1881 | 1956 | -    | -    |
| Still the Same                                    | 1377 | -   | 912 | 896 | 1276 | 1339 | 1568 | 1512 | 1321 | 1372 | 1943 | 1900 | 1967 | -    | -    | -    | -    | -    | -    |

1. ↑  Een '-' betekent dat het nummer niet was genoteerd en een vetgedrukt getal geeft de hoogste notering van een nummer aan.
2. ↑  Deze tabel is bijgewerkt tot en met de laatste editie (2024).

## Trivia
- Seger schreef mee aan de Eagles single Heartache Tonight.
- Segers enige nummer één-hit in de Verenigde Staten, Shakedown, was de soundtrack van de film Beverly Hills Cop II.
- Het nummer Turn The Page (van het album Back in '72 (1973)) werd succesvol gecoverd door Metallica, die er in 1998 een hit mee scoorden.
- Het nummer Agianst The Wind (van het gelijknamige album (1985)) werd gecoverd door The Highwaymen in hun eerste album: Highwayman.